# Province della Corsica
Con l'inizio della dominazione della Repubblica di Genova in tutta la Corsica nel 1466 l'isola venne divisa in province, a loro volta suddivise in pievi. La suddivisione in province rimarrà sia durante il breve indipendenza dell'isola, sia sotto l'inizio della dominazione francese fino al 1º luglio 1793 e la Corsica venne unita in unico dipartimento, poi suddiviso in due dipartimenti dopo pochi anni.
Il capoluogo della Corsica sotto i genovesi era Bastia, la capitale della Corsica indipendente era Corte sotto Pasquale Paoli e Aleria sotto Teodoro I di Corsica e della Corsica sotto dominazione francese era Ajaccio.

## Province
Province di qua dai monti:
| Provincia                 | Capoluogo       | Popolazione (1768) |
| ------------------------- | --------------- | ------------------ |
| Accia                     | Valle d'Alesani | ca. 5.770 ab.      |
| Aleria                    | Aleria          | ca. 4.180 ab.      |
| Balagna                   | Aregno          | ca. 4.860 ab.      |
| Capo Corso                | Rogliano        | ca. 3.145 ab.      |
| Mariana                   | Bastia          | ca. 1.930 ab.      |
| Nebbio                    | Patrimonio      | ca. 1.910 ab.      |
| Province di qua dai monti | Bastia          | ca. 21.795 ab.     |

Province di là dai monti:
| Provincia                | Capoluogo     | Popolazione (1768) |
| ------------------------ | ------------- | ------------------ |
| Ajaccio                  | Ajaccio       | ca. 4.340 ab.      |
| Porto Vecchio            | Porto Vecchio | ca. 709 ab.        |
| Rocca                    | Sartene       | ca. 3.550 ab.      |
| Vico                     | Vico          | ca. 1.740 ab.      |
| Province di là dai monti | Ajaccio       | ca. 10.339 ab.     |